# Peter Popoff
Peter Popoff (* 2. Juli 1946 in Ost-Berlin, Deutschland) ist ein ehemaliger vor allem in den 1980er Jahren in den USA aktiver Fernsehprediger, der von sich behauptete, als „Prophet“ direkt mit Gott in Verbindung zu stehen und durch seinen Geist heilen zu können.
Ein Großteil seiner Einnahmen stammte aus Spendengeldern, die er vor allem von hilfesuchenden Senioren und Kranken erhielt. Während seiner Auftritte in großen Hallen verblüffte er damit, scheinbar willkürlich Leute aus dem Publikum durch Gott beim Namen und sogar deren Krankheiten zu kennen. Er gewann das Publikum für sich, indem er den Aufgerufenen den Segen Gottes zusicherte und sie angeblich von ihrem Gebrechen befreite. Popoff gelang es nach Angaben von James Randi, zu seiner besten Zeit 4,3 Millionen US-Dollar pro Monat steuerfrei einzunehmen.
Popoffs Karriere als Wunderheiler endete abrupt, als ihm James Randi den Gebrauch eines für das Publikum nicht sichtbaren Funkempfängers nachwies. Über diesen erhielt Popoff alle Informationen über die von ihm aufgerufenen Personen, die er anschließend als Eingabe Gottes deklarierte. 1987 ging seine Organisation bankrott. Danach etablierte er ein Geschäft mit angeblichem Wunderwasser, das wiederum die gleiche Zielgruppe, alte und kranke Menschen, anvisierte.
Die Methoden von Popoff und anderen Fernsehpredigern wurden 1992 von Steve Martin in dem Film Der Schein-Heilige (Leap of Faith) persifliert. In dem 1989 erschienenen Film Fletch – Der Tausendsassa wurden Popoff und seine Methoden ebenfalls persifliert.